# Auersperg

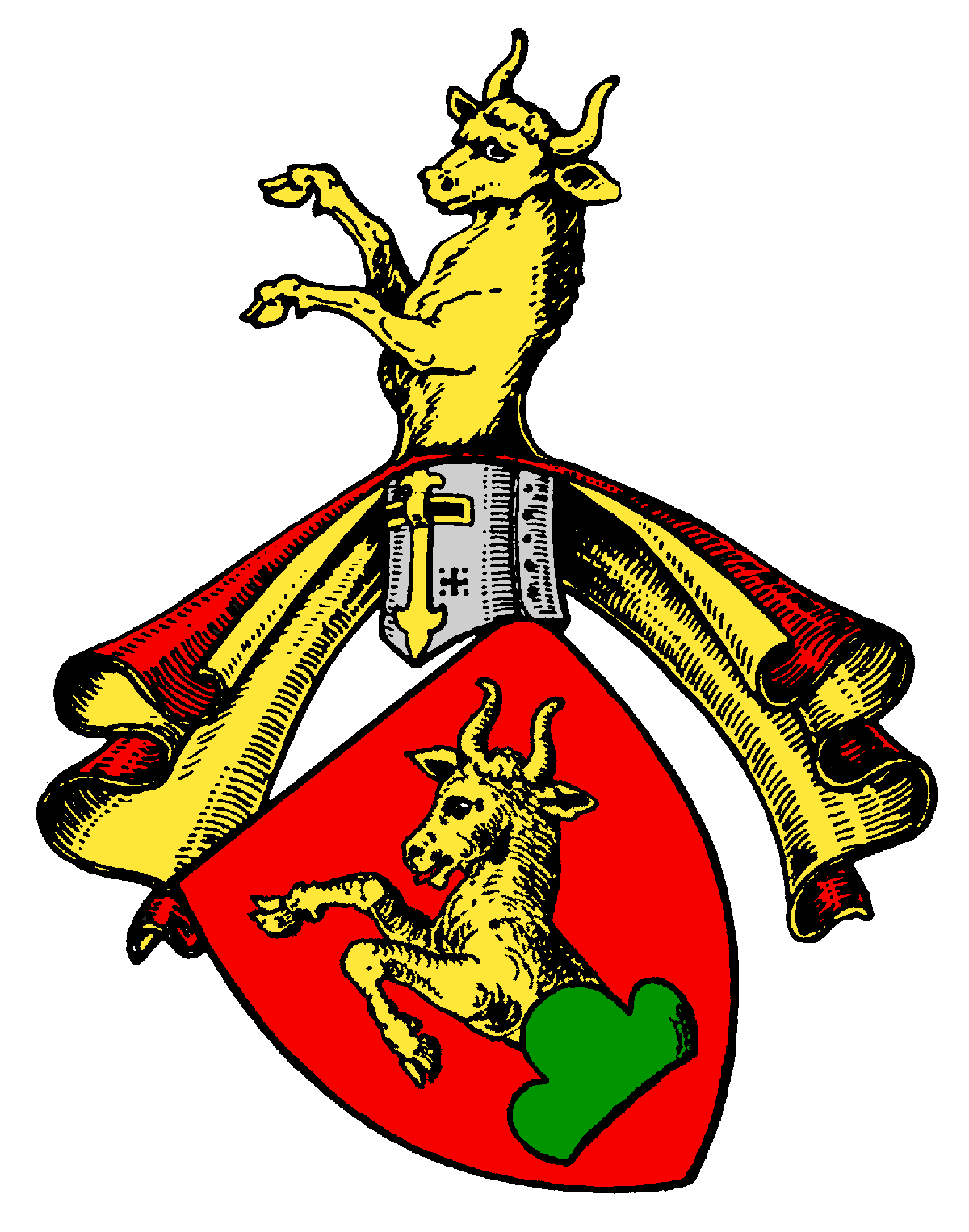
Stammwappen derer von Auersperg

Auersperg (slowenisch Turjaški) ist der Name eines Adelsgeschlechts, das sich in Österreich verzweigte und zum Uradel gehört. Seine Angehörigen haben als Feldherren, Politiker und Staatsmänner die Geschicke des Kaisertums Österreich beeinflusst und mitbestimmt.
Vor allem im 16. und 17. Jahrhundert spielten sie als Oberkommandierende an der kroatischen Militärgrenze in den Türkenkriegen sowie als Förderer des Protestantismus, der Literatur und der Künste eine bedeutende Rolle. Durch die Erhebung der pankrazischen Linie in den Fürstenstand 1653 und den nachfolgenden Erwerb reichsunmittelbarer Herrschaften gehörte diese Linie auch zu den Reichsfürsten des Heiligen Römischen Reichs. Nachkommen des Geschlechts leben heute unter anderem in Österreich, Slowenien, Italien, Deutschland, England, in den USA, Kanada und in Ländern Südamerikas.

## Geschichte

### Herkunft und Besitztümer

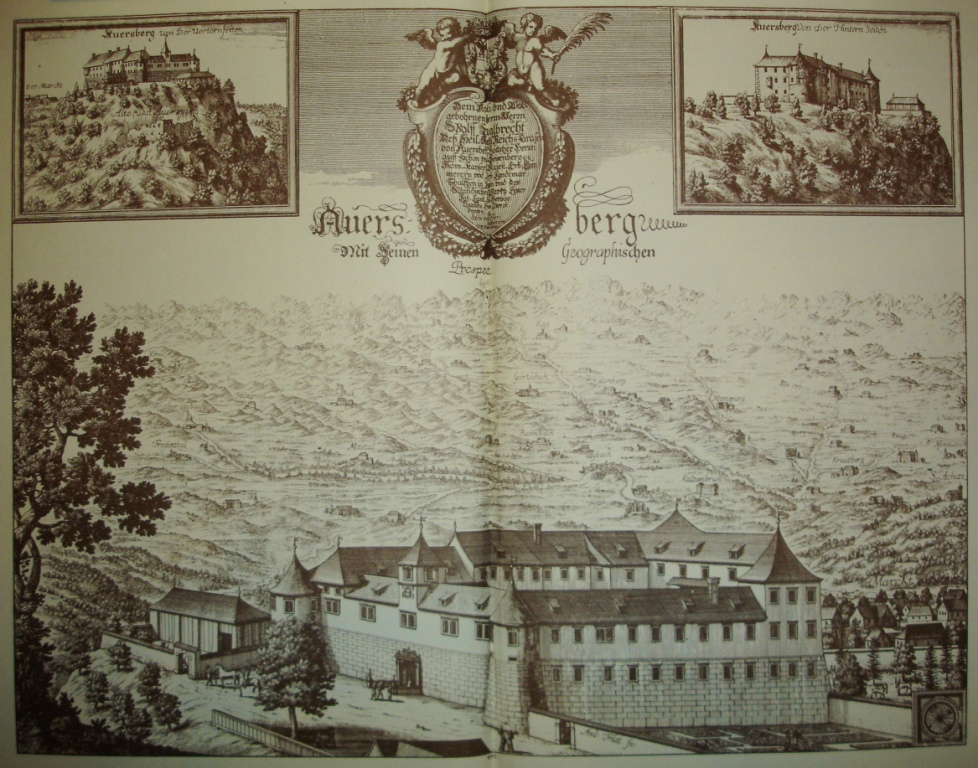
Burg Auersperg, Kupferstich von Valvasor 1689

Die von Auersperg sollen als ein edelfreies Geschlecht ursprünglich von der Burg Ursberg bei Mindelheim in Schwaben stammen. Es wird angenommen, dass die von Ursperch (Ursberg) eines der Adelsgeschlechter waren, die sich nach der entscheidenden Niederlage der Ungarn in der Schlacht auf dem Lechfeld im Jahre 955 im Zuge der darauf folgenden bairischen Kolonisation der frei gewordenen Gebiete, wozu auch die Gegenden Krains – ein Teil des heutigen Slowenien – gehörten, niedergelassen haben.
Ihre Stammburg Ursperg, später Auersperg (slowenisch Turjak) errichteten sie in Unterkrain, wo damals ihre ersten Güter lagen; sie erstreckten sich vom Grosluper Talkessel (Grosupeljska kotlina) in südlicher Richtung über Großlassitsch/Großlaschitz (Velike Lašče) bis nach Reiffnitz (Ribnica). Dem gegenwärtigen Stand der Forschung nach war Engelbertus de Ursperch, der in einem im Jahre 1162 in St. Veit an der Glan in Kärnten ausgestellten Dokument als Zeuge aufscheint, der erste urkundlich erwähnte Auersperg.
Dieses edelfreie Geschlecht erlosch um die Mitte des 13. Jahrhunderts. Die Nachfolge trat ein Ministerialengeschlecht an, das sich nach der Burg Auersperg nannte und vermutlich auch das Wappen des erloschenen Geschlechtes verliehen bekam.

#### Stammsitz Burg Auersperg in der Unterkrain

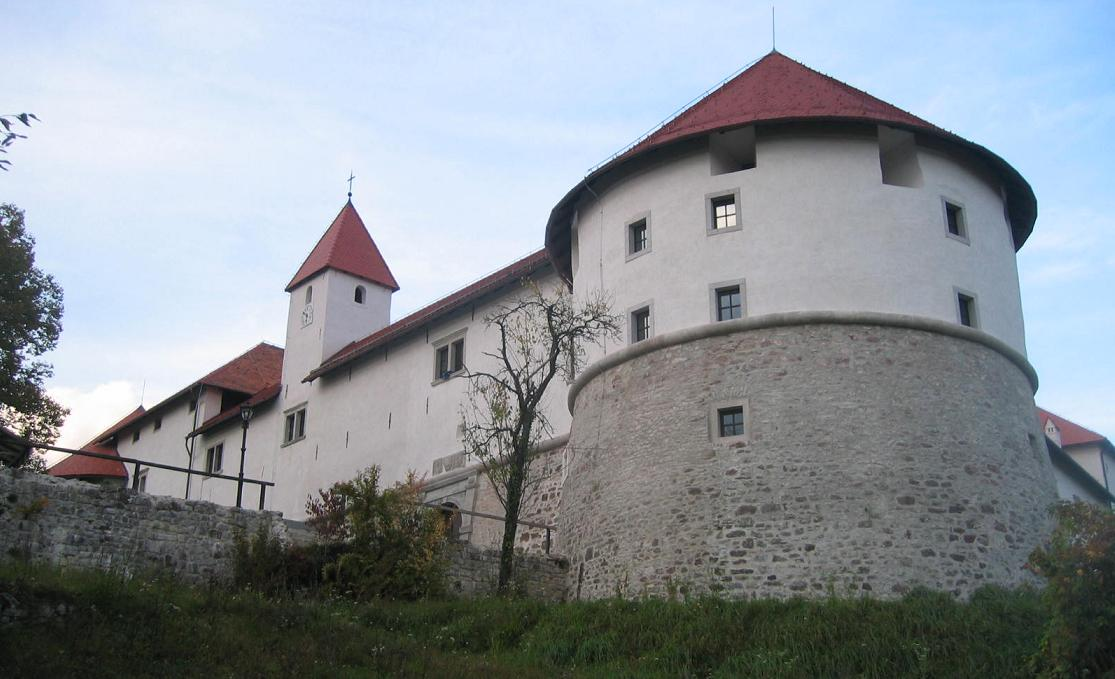
Burg Auersperg, heute „Grad Turjak“ in Velike Lašče

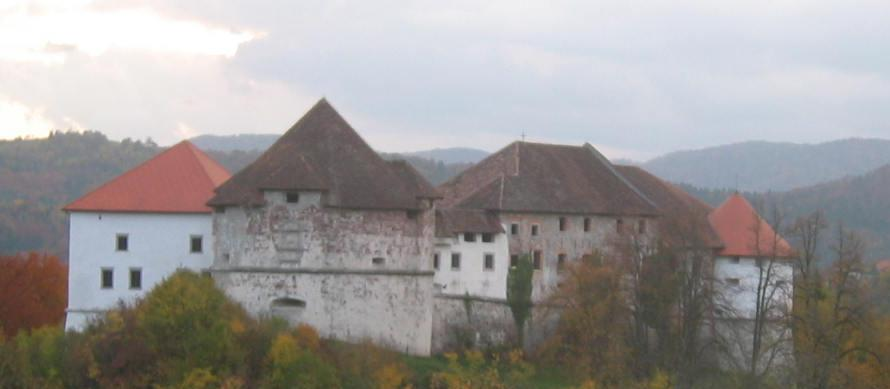
Burg Auersperg

Die Burg Auersperg, die geländebedingt in der Form eines wuchtigen Dreiecks auf dem Plateau eines steil nach Westen abfallenden bewaldeten Hanges erbaut wurde, liegt in Unterkrain in der Gemeinde Velike Lašče, etwa 25 km südöstlich von Ljubljana (dt. Laibach), dicht an der Straße, die von dort nach Kočevje (dt. Gottschee) führt. Ihr Vorläufer war die Untere Burg Auersperg, auch Altauersperg genannt und stand auf einem etwas tiefer gelegenen Felsvorsprung unterhalb des neuen Gebäudes. Wann die beiden Burgen errichtet wurden, ist urkundlich nicht gesichert. Auf der mächtigen Bastei, dem sogenannten Ochsenturm, im ostwärtigen Teil der oberen Burg ist eine Steinplatte angebracht mit folgender Inschrift:
Diese obere Burg erscheint urkundlich erstmals im Jahre 1220, als Engelbertus de Owersperch „in castro meo Owersperch“ eine Urkunde ausstellte. Dass es zwei Burgen gab, geht aus der Urkunde aus dem Jahre 1318 hervor, als Kaiser Friedrich III. die Brüder Volkard und Herbard von Auersperg mit dem „ober hus ze Ursperg und daz nider swaz si da hant gebuwen oder noch buwen wellent“ (das obere Haus zu Auersperg und das untere, das sie da erbauten oder noch bauen wollen) belehnte. Altauersperg, von dem heute noch stellenweise vier Meter hohe Mauern vorhanden sind, wurde seit der ersten Hälfte des 15. Jahrhunderts nicht mehr bewohnt. Beide Festungen sollen im Zuge der Erbauseinandersetzung zwischen Pilgram II. von Auersperg und seinem Schwager Grafen Otto von Ortenburg 1140 gebrandschatzt worden sein. Ein halbes Jahrhundert später wurden sie von Adolph II. von Auersperg wiedererrichtet. In einer weiteren Fehde, die Adolphs Sohn Otto von Auersperg im Jahre 1200 gegen den Grafen von Görz, den Grafen von Ortenburg und den Patriarchen von Aquileja geführt haben soll, wurden die Festungen abermals zerstört. Im Jahre 1270 verkauften die Brüder Peter und Wolfgang von Auersperg die instand gesetzten Burgen an ihre Vettern. Diese wiederum verkauften sie an Balthasar von Auersperg, den Kanzler des Patriarchen von Aquileja. Obwohl Balthasar ein unehelicher Sohn, vermutlich Herward von Auerspergs war, genoss er auch innerhalb der Familie ein hohes Ansehen.
Auersperg wurde im September 1943 im Verlauf von mehrtägigen Kampfhandlungen zwischen den Partisanen und den Weißgardisten (Domobranci) vom heftigen Artillerie- und Mörserbeschuss samt Inventar in Schutt und Asche gelegt. Den älteren Teil des umfangreichen Familienarchivs der Auerspergs haben die damaligen Besitzer schon zuvor nach Udine, auf den dortigen Familiensitz, verbracht. Andere spärliche Reste werden heute im Archiv Sloweniens in Ljubljana aufbewahrt. Erst im Jahre 1962 begann man mit der Konservierung und Restaurierung der zertrümmerten Burg. Das Gebäude gilt heute als Kulturdenkmal Sloweniens. Es ist soweit wiederhergestellt, dass es wieder besichtigt werden kann.

#### Weiterer ehemaliger Besitz in Slowenien, Österreich sowie Böhmen und Mähren
Im ehemaligen Herzogtum Krain besaßen die von Auersperg folgende Herrschaften.
Slowenien:
(Siehe auch: Liste von Burgen und Schlössern in Slowenien)
- Burg Altauersperg (Grad Stari Turjak). Die alte Burg wurde im 16. Jahrhundert aufgelassen (wenige Ruinen heute). Etwas höher am gleichen Hang entstand die spätere noch heute erhaltene Burg:
- Burg Auersperg (Grad Turjak)
- Burg von Bled (auch: Burg Veldes)
- Brinje – Seittenhoff
- Čušperk – Zobelsberg
- Falkenberg
- Slovenj Gradec – Grätz
- Schloss Gradac – Gretz
- Hmeljnik – Hopfenbach
- Kislkamen – Kieselstein, in Kranj
- Kozjak – Kosieck
- Kostanjevica na Krki – Landstrass
- Lož – Laas
- Schloss Mokritz[2]
- Na Kalcu – Steinperg/Stemberg
- Postojna – Adelsberg
- Radeljca – Radelstein
- Ribnica – Reifnitz
- Soteška – Ainöd
- Sv. Jakob ob Savi – Sankt Jakob an der Save
- Šrajbarski turn – Thurn am Hart
- Šumberk – Schönberg
- Višnja Gora – Weichselberg
- Windenau bei Marburg
- Žužemberk – Seisenberg
- Palais Auersperg in Ljubljana
- Namršelj – Jagdschloss Hammerstill unterhalb von Turjak

Österreich:
- Burg Wels (1653–1865)
- Palais Auersperg (1777–1953)
- Schloss Dornau
- Schloss Ebenporthen

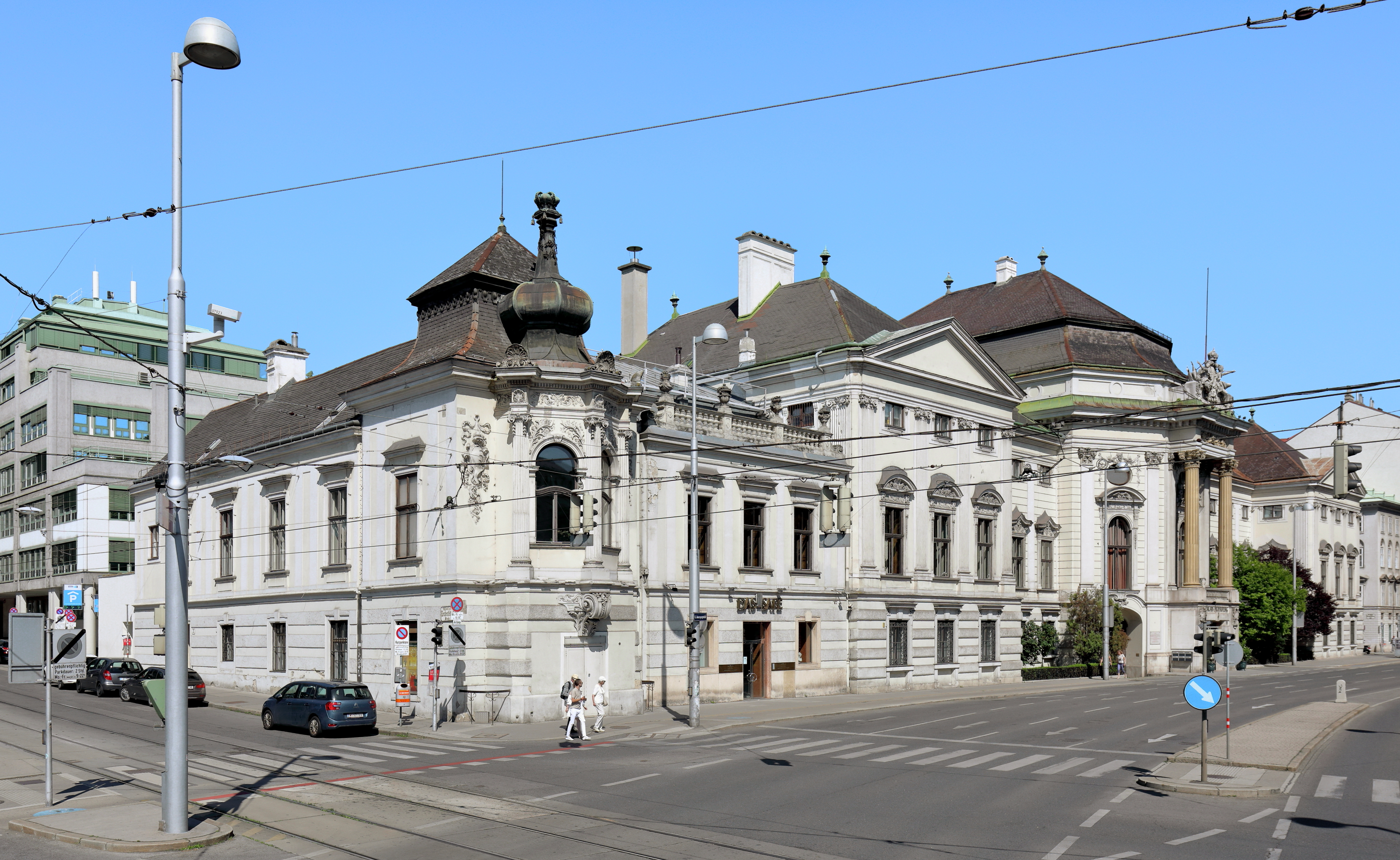
Palais Auersperg in Wien

- Schloss Ernegg (seit 1656 bis heute)
- Schloss Kirchberg am Walde (Steiermark) (1670–1802)
- Schloss Lichtenwald, als erbliche Pacht des Fürsterzbistum Salzburg gepachtet gewesen 1675–1688 und 1725–1769 im Besitz der Familie Auersperg, dazwischen im Besitz der Familie Drašković 1688–1725 und nach 1769 im Besitz der Familie Keglević.[3]
- Schloss Losensteinleithen (1692–1954)
- Schloss Sprechenstein (Südtirol, seit 1775 bis heute) mit Burg Trautson, Tirol
- Schloss Wald, Pyhra (seit 1930 bis heute)
- Schloss Weitwörth (seit 1863 bis heute)

Böhmen und Mähren:
- Herrschaften Nassaberg, Setsch und Schleb (1737 von Fürst Johann Adam von Auersperg durch Heirat vereinigt)
- Schloss Slatiňany
- Schloss Vlašim (19. Jh. – 1945)

#### Gegenwärtiger Besitz
Gegenwärtig befinden sich die folgenden Schlösser noch im Besitz des Hauses Auersperg:

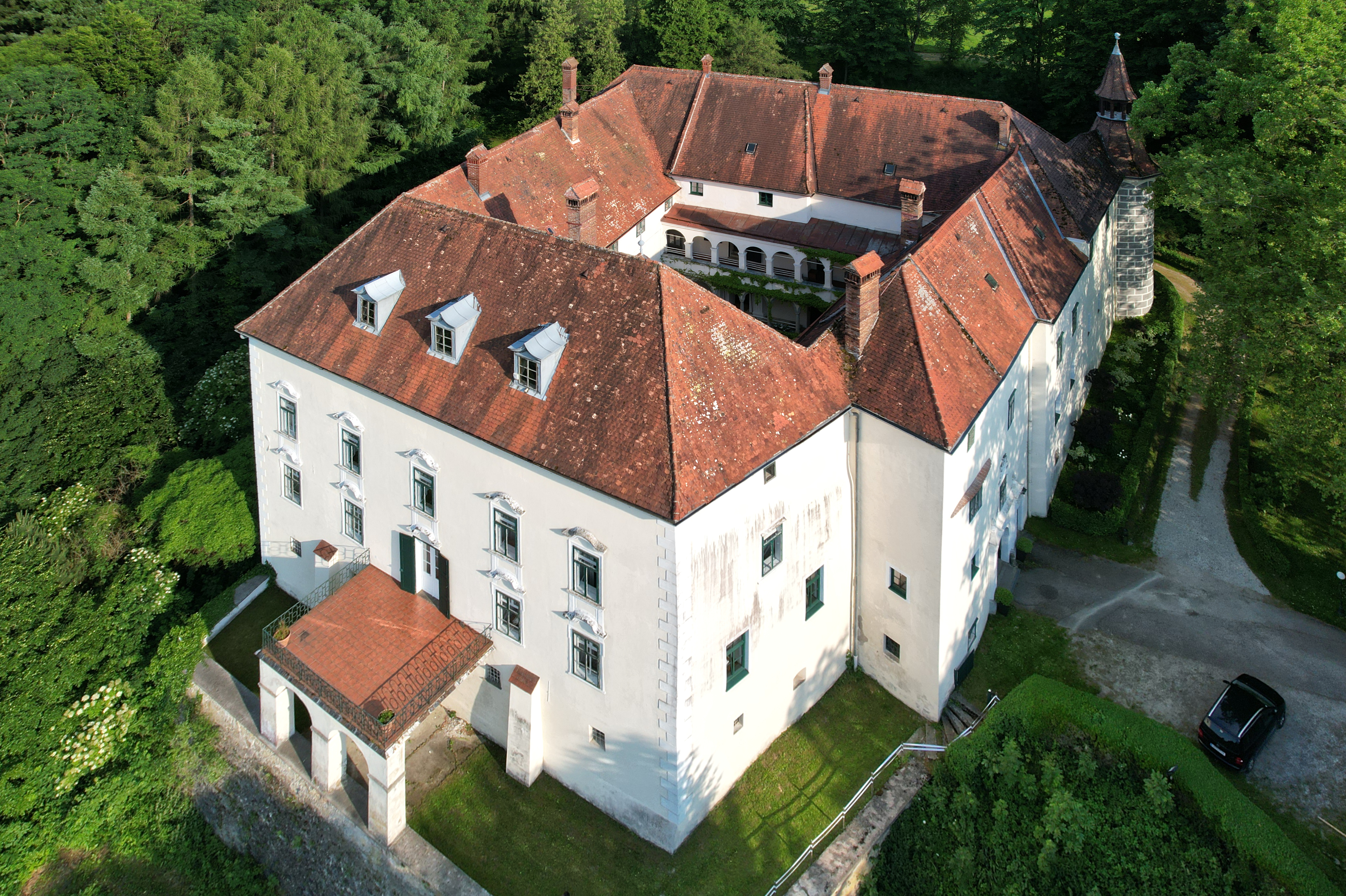
Schloss Ernegg, Niederösterreich
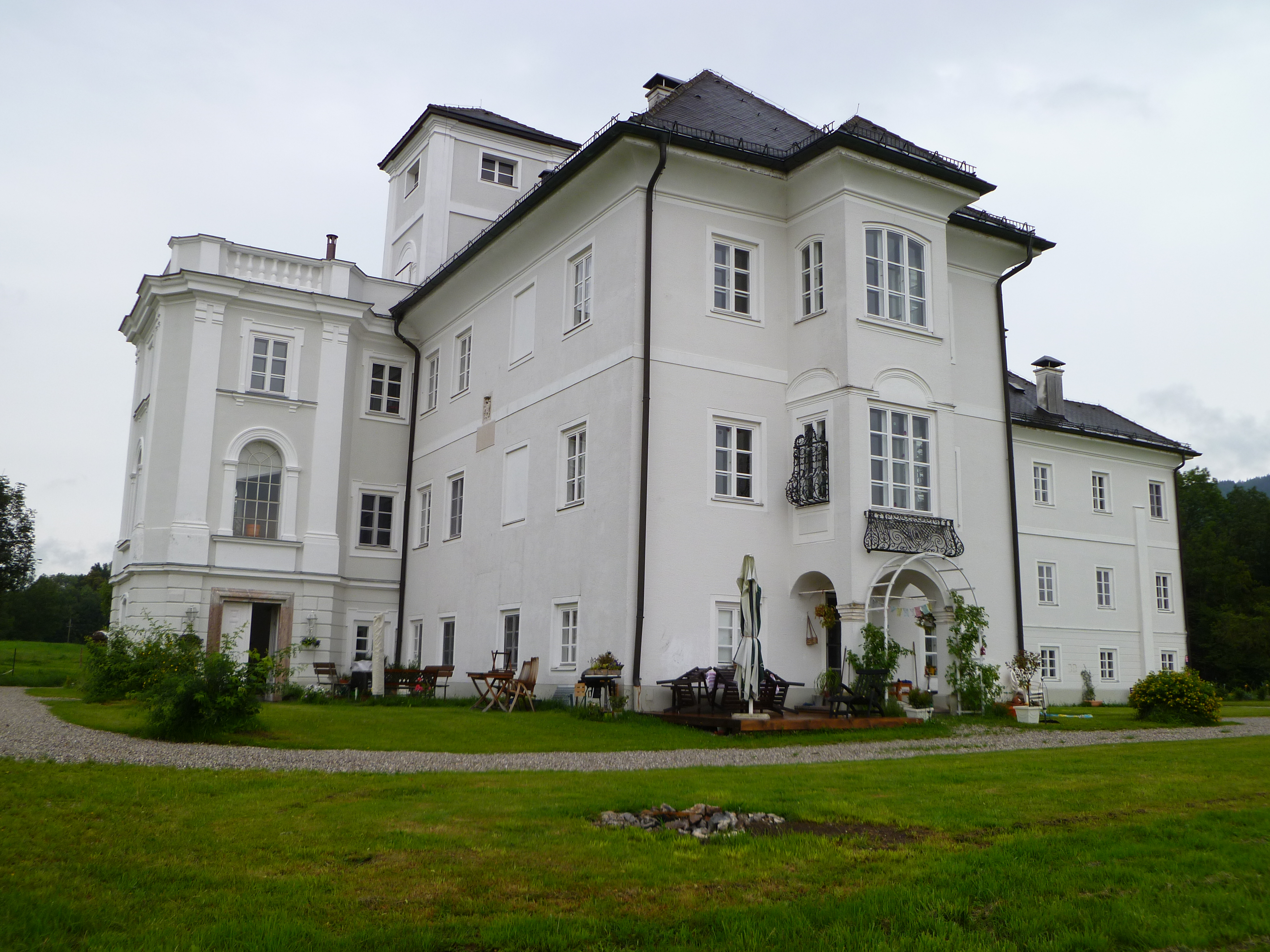
Schloss Weitwörth, Salzburg
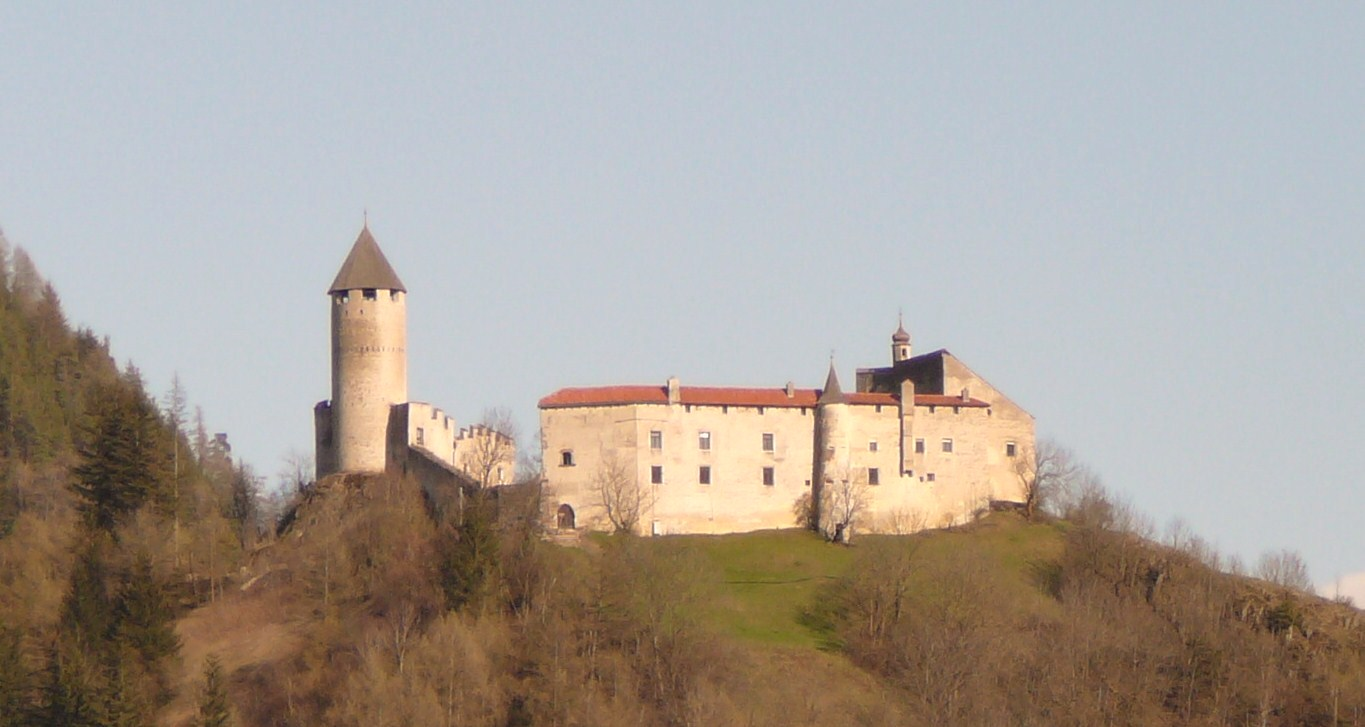
Schloss Sprechenstein, Südtirol
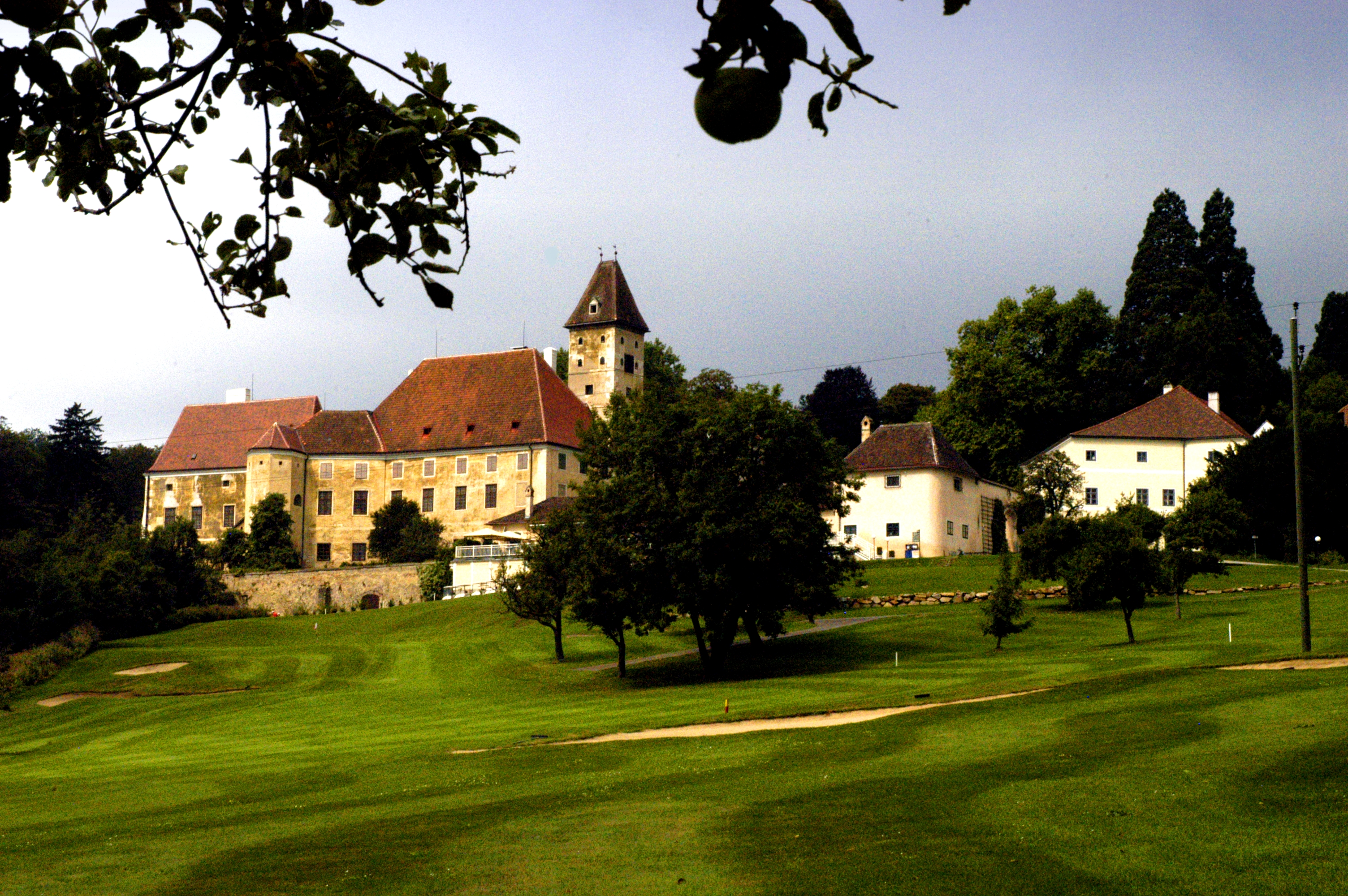
Schloss Goldegg, Niederösterreich
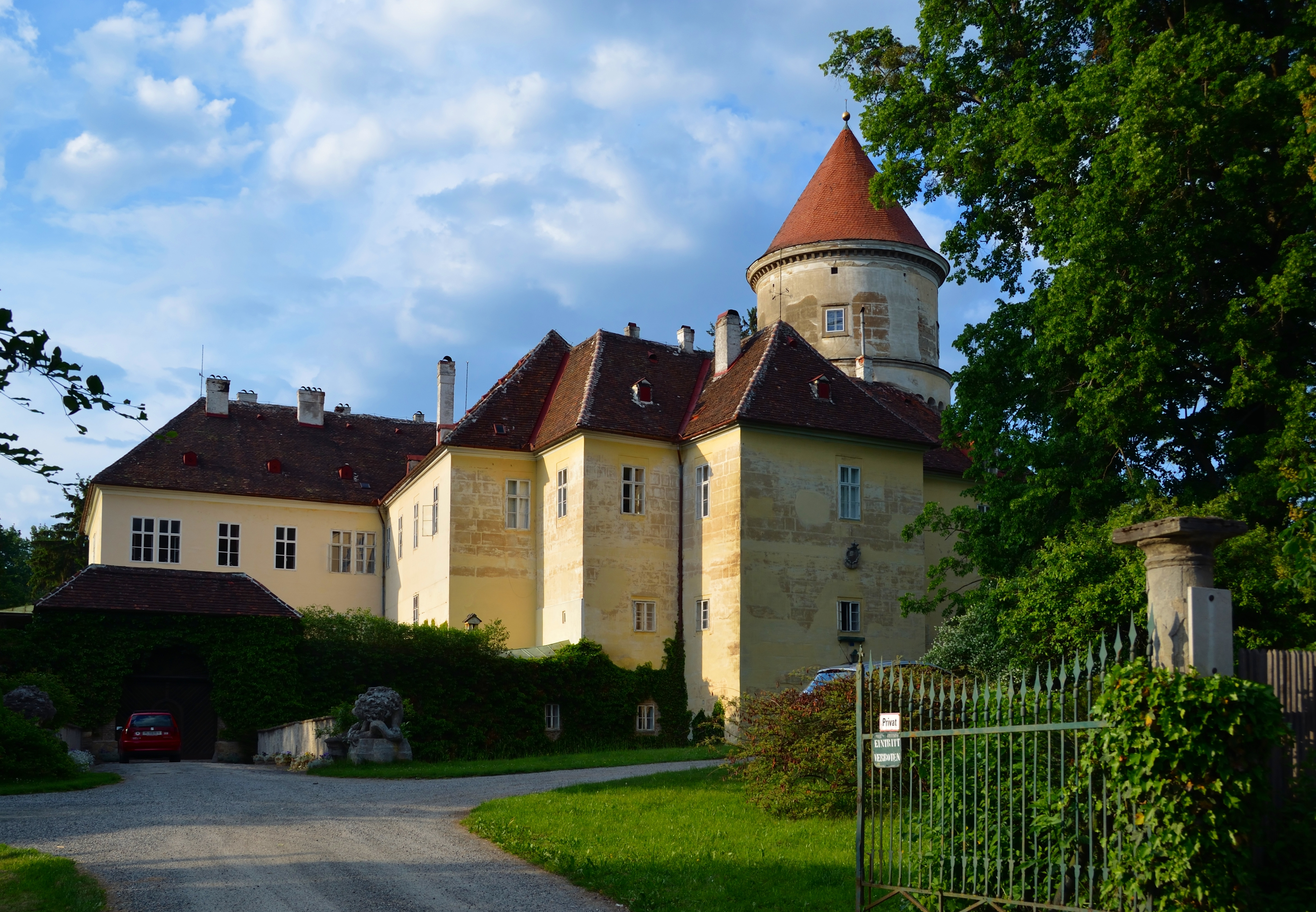
Schloss Wald, Pyhra, Niederösterreich

### Stammlinie und Namensträger

#### Prankrazische und volkardische Hauptlinien
Eine erste Teilung des Geschlechts fand durch die Brüder Volkhard (* 1401; † 1461) und Engelhard I. (* 1404; † 1466) statt, wobei die Nachfahren des ersteren 1604 ausstarben. Engelhard I. hatte wiederum zwei Söhne namens Pankraz II. (* 1441; † 1496) und Volkard VIII. (* 1443; † 1508), die zwei weitere Hauptlinien begründeten.
Die Brüder Herward XII. (* 1574; † 1618) und Dietrich II. (* 1578; † 1634) aus der Pankrazischen Linie gründeten zwei Zweige, die beide 1630 in den Grafenstand erhoben wurden. Ihr entfernter Cousin Wolfgang Siegmund (* 1543; † 1598) aus der Volkhardischen Linie setzte diese im Freiherrenstand fort, sie erlangte Ende des 17. Jahrhunderts ebenfalls den Grafenstand und erlosch im Mannesstamm mit Ferdinand (* 1906; † 1944) auf Schloss Ernegg.
Der ältere pankrazische Zweig blieb im Grafenstand und war bis 1945 in Krain auf der Burg Auersperg ansässig, der jüngere teilte sich mehrfach auf; zu ihm gehörte Johann Weikhard von Auersperg, der 1653 von Kaiser Ferdinand III. in den Reichsfürstenstand erhoben wurde. 1654 belehnte der Kaiser ihn in seiner Eigenschaft als König von Böhmen auch mit dem schlesischen Herzogtum Münsterberg sowie der Stadt Frankenstein. 1651 wurde die Grafschaft Tengen an die Auersperg verpfändet, die sie 1653 als Lehen erhielten. Im folgenden Jahr wurde sie gefürstete Grafschaft und ihretwegen besaßen die Fürsten von Auersperg eine Virilstimme im Fürstenrat des Reichstags sowie Sitz und Stimmrecht beim Österreichischen Reichskreis. Die ca. 70 km² große Grafschaft wurde 1806 im Zusammenhang mit der Bildung des Rheinbunds badischer Souveränität untergeordnet und 1811 an das Großherzogtum Baden verkauft. Die Auersperg gehörten deshalb nach 1823 zu den Standesherren.
Heinrich Josef von Auersperg, 4. Fürst von Auersperg und Herzog von Münsterberg, diente unter Karl VI. bis 1738 als Oberhofmarschall, anschließend bis 1765 als Oberstallmeister und Oberkämmerer am Hofe Maria Theresias und wurde ein enger Freund Kaiser Franz Stephans. Er heiratete 1719 Marie Dominika von und zu Liechtenstein (* 1698; † 1724) und 1726 Maria Franziska Antonia von Trautson.
Sein ältester Sohn aus erster Ehe, Karl Josef Anton von Auersperg (* 1720; † 1800), 5. Fürst, heiratete 1744 Maria Josepha Rosalia Gräfin von Trautson (* 1724; † 1792), die ältere Tochter von Johann Wilhelm 2. Fürst von Trautson, Graf zu Falkenstein (* 1700; † 1775), mit dem dieses Geschlecht erlosch. Der aus ihrer Ehe stammende jüngere Sohn, Prinz Karl (* 1750; † 1822), wurde nach dem Tod seines Großvaters zum Haupterben des Trautson'schen Vermögens und nahm den Namen Auersperg-Trautson an. Es kam zu einem Erbstreit mit dem Fürsten Johann Nepomuk Friedrich von Lamberg, der ebenfalls mit einer Tochter des zweiten Fürsten Trautson verheiratet war. In Folge des Streits wurde die Herrschaft Falkenstein in Niederösterreich 1799 verkauft. Da Prinz Karl kinderlos geblieben war, ging das übrige Trautson-Erbe an die Nachkommen seines älteren Bruders Wilhelm von Auersperg (1749–1822), des 6. Fürsten von Auersperg, über. Die vormals Trautson'schen Besitzungen Schloss Goldegg in Niederösterreich und die Tiroler Burgen Sprechenstein und Trautson gehören bis heute den Auersperg-Trautson.
Nach dem Ersten Schlesischen Krieg und dem staatsrechtlichen Übergang des größten Teils Schlesiens 1742 an Preußen behielten die Auersperg das Herzogtum Münsterberg, das in eine Standesherrschaft umgewandelt wurde. 1791 veräußerte Fürst Karl Joseph Anton den Besitz an den preußischen König Friedrich Wilhelm II.
Karl Auersperg (* 1859; † 1927), der 10. Fürst, heiratete Eleonore Gräfin von Breunner-Enckevoirth (* 1864; † 1920). Ihr älterer Sohn Adolf Karl (* 1886; † 1923) setzte die (fürstliche) Hauptlinie fort, der jüngere Sohn Karl (* 1895; † 1980) nahm den Namen Prinz von Auersperg-Breunner an und begründete diesen, ebenfalls bis heute bestehenden Zweig.

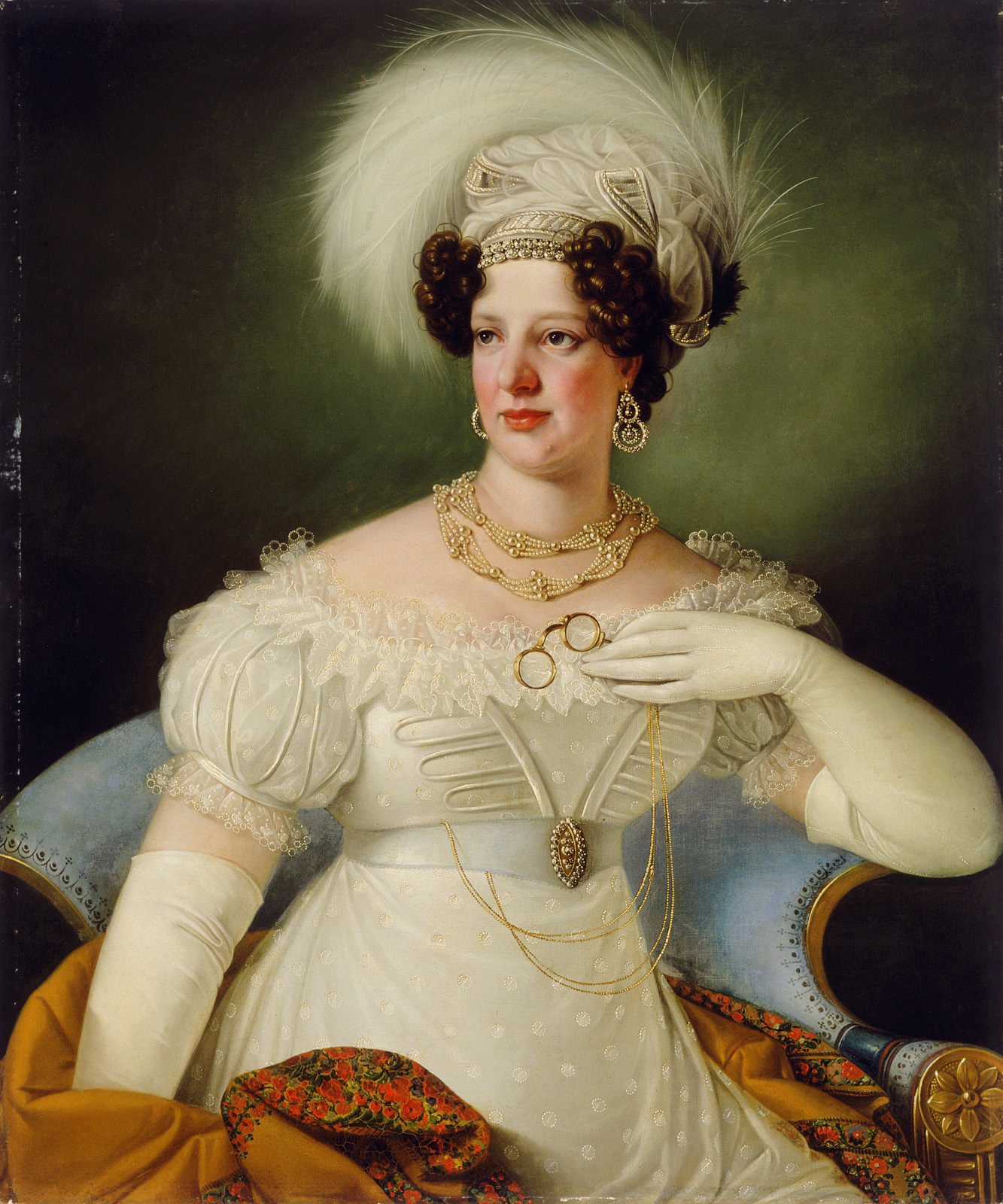
Josef Tominz, Porträt der Cäcilia Gräfin von Auersperg, geborene Freiin von Bilichgrätz, 1822 (Mutter des Dichters Anastasius Grün)

#### Bekannte Namensträger

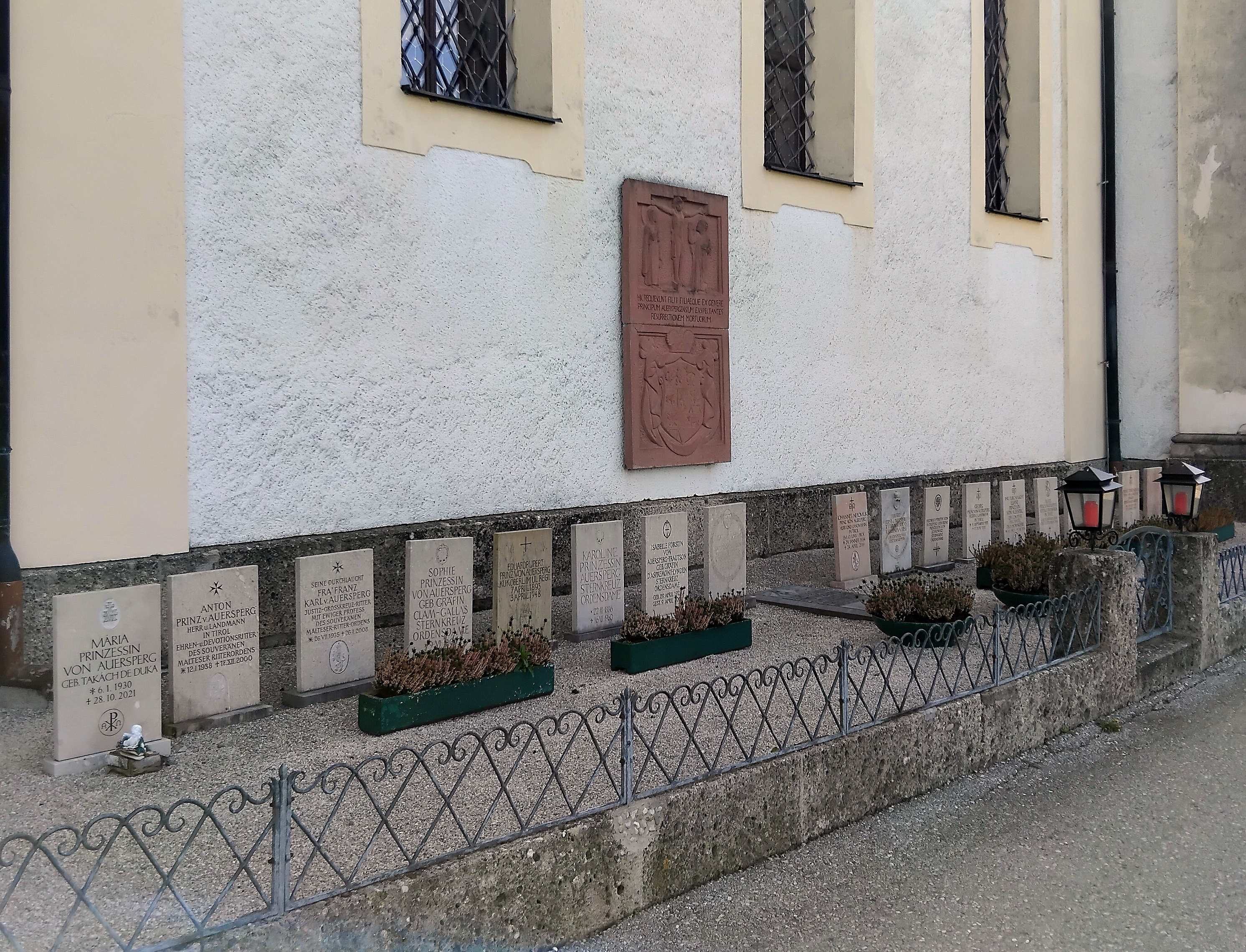
Auersperg-Familienfriedhof (Wallfahrtskirche Maria Bühel, Oberndorf bei Salzburg)

- Adolf von Auersperg (* 1821; † 1885), österreichischer Politiker und k.k. Ministerpräsident
- Alexander von Auersperg (* 1806; † 1876), Pseudonym Anastasius Grün, österreichisch-krainischer Politiker und politischer Dichter
- Alfred Auersperg (* 1899; † 1968), österreichischer Arzt, Leiter des neurologischen Krankenhaus Maria-Theresien-Schlössel, Angehöriger der SS
- Andreas von Auersperg (* 1556; † 1593), genannt der „krainische Achilles“, österreichischer Heerführer
- Franz Karl Auersperg (* 1935; † 2008), österreichischer Politiker
- Gottfried Leopold von Auersperg (* 1818; † 1893), österreichischer Feldzeugmeister
- Herbard VIII. von Auersperg (* 1528; † 1575), österreichischer Heerführer
- Hildegard Johanna von Auersperg (* 1895; † 1981), heiratete 1946 Louis Nathaniel von Rothschild
- Johann Adam von Auersperg (* 1721; † 1795), Besitzer des Palais Auersperg in der Auerspergstraße Wien-Josefstadt
- Johann Baptist von Auersperg (* 1745; † 1816), Generalvikar und Propst
- Johann Weikhard, 1. Fürst von Auersperg (* 1615; † 1677), österreichischer Minister
- Johannes Auersperg (* 1934; † 2019), österreichischer Kontrabassist und Hochschullehrer
- Joseph Franz Anton von Auersperg (* 1734; † 1795), Fürstbischof von Passau und Kardinal
- Carlos, 8. Fürst von Auersperg (* 1814; † 1890), österreichischer Politiker und k.k. Ministerpräsident
- Karl Joseph Franz von Auersperg (* 1750; † 1822), österreichischer Feldmarschall-Leutnant[7]
- Karl Maria, 9. Fürst von Auersperg (* 1859; † 1927), österreichischer Politiker
- Leopold von Auersperg (* 1855; † 1918), österreichischer Politiker
- Maria Wilhelmina von Auersperg (* 1738; † 1775), angebliche Mätresse des römisch-deutschen Kaisers Franz I. Stephan
- Maximilian von Auersperg (* 1771; † 1850), österreichischer General der Kavallerie
- Vincenz Karl von Auersperg (* 1812; † 1867), österreichischer Hofbeamter und Mitglied des Herrenhauses

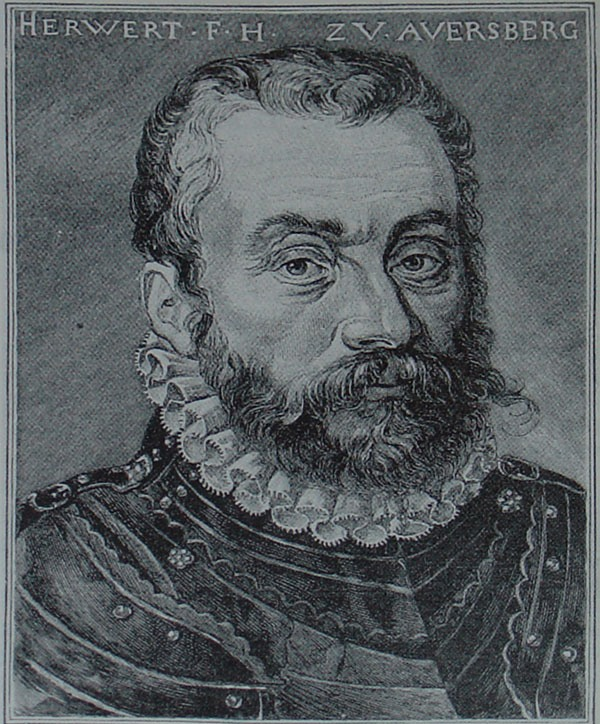
Freiherr Herbard von Auersperg (Hervard Turjaški) (* 1528; † 1575), österreichisch-krainischer Heerführer
Johann Weikhard, 1. Fürst von Auersperg (* 1615; † 1677)
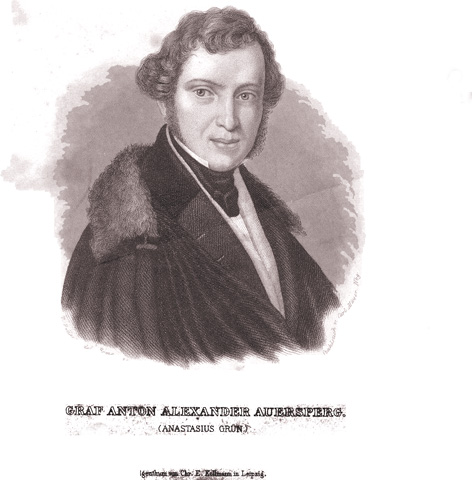
Graf Alexander von Auersperg (* 1806; † 1876) (Anastasius Grün), Politiker und Dichter
Carlos, 8. Fürst von Auersperg (* 1814; † 1890), österreichischer Ministerpräsident 1867–1868
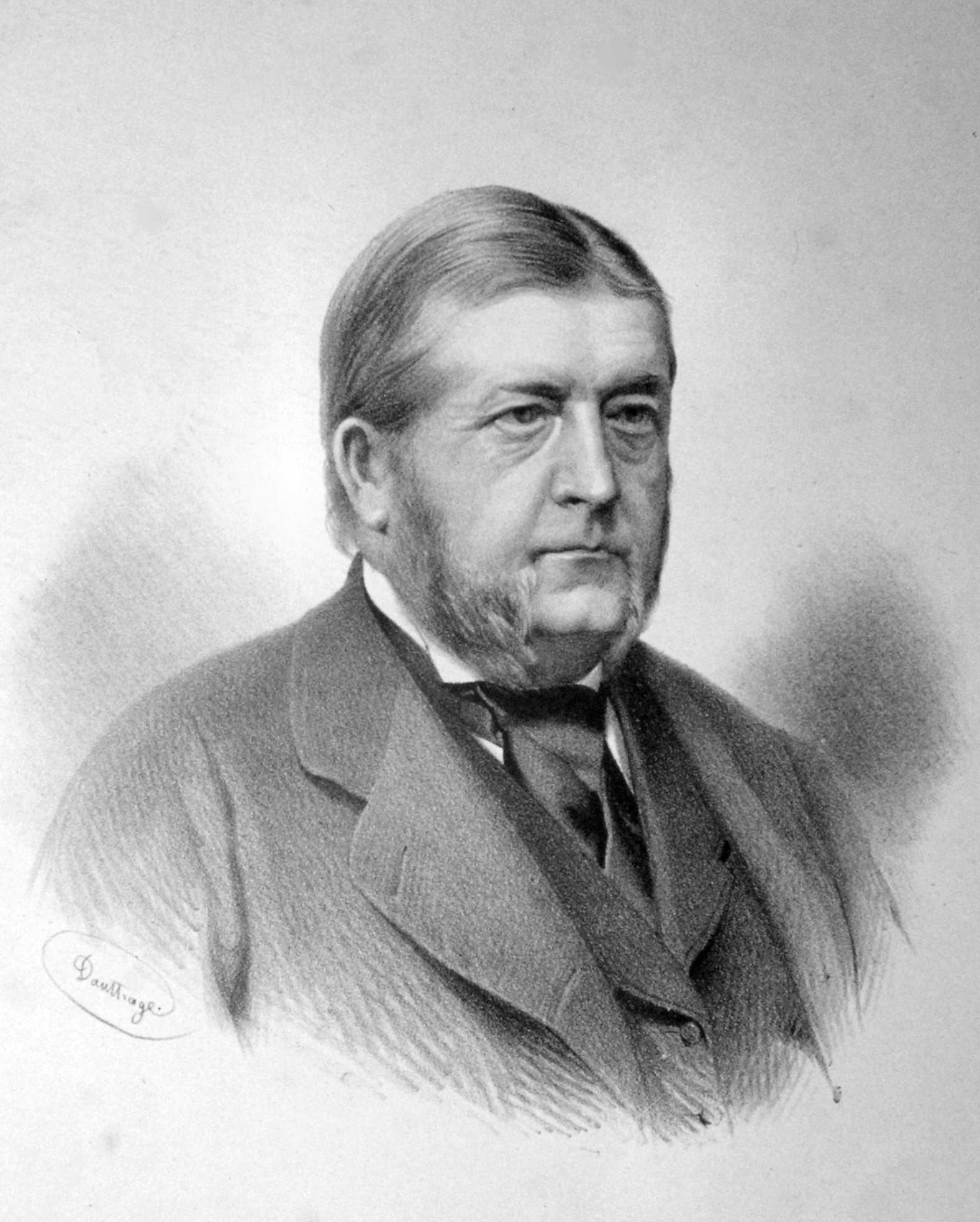
Adolf von Auersperg (* 1821; † 1885), österreichischer Ministerpräsident 1871–1879

#### Die Fürsten von Auersperg
- Johann Weikhard von Auersperg, 1. Fürst (1615; † 1677)
- Johann Ferdinand von Auersperg, 2. Fürst (* 1655; † 1705)
- Franz Karl von Auersperg, 3. Fürst (* 1660; † 1713)
- Heinrich Joseph von Auersperg, 4. Fürst (* 1697; † 1783)
- Karl Joseph Anton von Auersperg, 5. Fürst (* 1720; † 1800), bestattet in der Pfarrkirche Maria Laah
- Wilhelm von Auersperg, 6. Fürst (* 1749; † 1822)
- Karl Wilhelm II. von Auersperg, 7. Fürst (* 1782; † 1827)
- Carlos von Auersperg, 8. Fürst (* 1814; † 1890), bestattet im Mausoleum Wolfern-Losensteinleithen
- Karl Maria Alexander von Auersperg, 9. Fürst (* 1859; † 1927), bestattet im Mausoleum Wolfern-Losensteinleithen

Familienoberhäupter seit 1927:
- Karl Adolf Auersperg (* 1915; † 2006), bestattet im Mausoleum Wolfern-Losensteinleithen
- Adolf Auersperg (* 1937)

### Standeserhebungen
- Pankrazische Linie
  - Reichsfreiherrnstand, Wien, 14. März 1550, mit von und zu Auersperg für Herwart von Auersperg
  - Reichsgrafenstand, Regensburg, 11. September 1630, mit „Wohlgeboren“ und Wappenbesserung für die Vettern Dietrich und Hans Andreas Freiherr von Auersperg
  - Grafen von Gottschee, Laibach, 9. Juli 1641
    - Reichsfürstenstand (Primogenitur) mit „Hochgeboren“ und „Unser Oheim“ sowie Palatinat, Regensburg, 17./18. September 1653, für Johann Weikhard Grafen von Auersperg
    - Belehnung mit dem Herzogtum Münsterberg und Frankenstein in Schlesien, Ebersdorf, 30. Juli 1654
    - Pfandweise Erwerbung der Herrschaft Thengen, Innsbruck, 24. Oktober 1663
    - Erhebung zur gefürsteten Grafschaft, Regensburg, 14. März 1664
    - Oberst-Erblandmarschall in Tirol, 7. September 1780
    - (Erlöschen des Titels Herzog von Münsterberg und Frankenstein mit dem Verkauf des Herzogtums an Preußen 1791)
    - Herzog von Gottschee, Wien, 11. November 1791
    - Reichsfürstenstand, Wien, 21. Dezember 1791, Ausdehnung mit „Hochgeboren“ auf die gesamte Nachkommenschaft mit dem Prädikat „Durchlaucht“. Die Nachgeborenen führen den Namen Prinz bzw. Prinzessin von Auersperg (Durchlaucht).

- Volkhardische Linie
  - Reichsfreiherrnstand, Laxenburg, 23. Juli 1573 für Siegmund v. A.
  - Reichsgrafenstand mit „Hoch- und Wohlgeboren“ und Wappenbesserung mit dem der erloschenen Freiherren Sesima von Austj, Wien, 15. Juli 1673, für Karl Freiherrn v. A.

#### Eintrag in der Ständischen Adelsmatrikel von Krain von 1824
„Auersperg, von, itzt Fürsten und Grafen; Herr Georg Landeshauptmann in Krain, 1425 laut von Perizhoffischen Verzeichnisses, ohne Indicirung. Herr Octavian, dann Christoph und Andreas von Auersperg, im von Perizhoffischen Verzeichnis unter dem Jahre 1507, ohne Nachweisung. Herr Hanns und Dietrich von Auersperg sitzen im Landtage im Jahre 1566, Prot: No 1, Fol: 254. Herr Weikhard Freiherr von Auersperg, Landeshauptmann in Krain 1576, Prot: No 2, Fol: 197. Fürsten Karl Joseph, Herzog zu Gottschee, wird unter 25. Juni 1792 über sein Ansuchen als gefürsteten Herzoge, für sich und seine Nachfolger im gedachten Herzogthume Gottschee, bey landtäglichen Versammlungen, wenn derselbe oder seine Nachfolger diesen persönlichen beywohnen, ein besonderer Sitz, und das Vorrecht der ersten Stimme, gleich nach dem Herrn Fürst-Erzbischofe von Laibach und den Herren Verordneten, mithin vor all’ anderen Fürsten, Grafen, Freyherren und Rittern, eingeräumt. Fasc: Landmannsbriefe Litt: A, No 10.
Auersperger, Hanns, kommt im landschaftlichen Wappenbriefe von 1463 vor.“

## Stammliste
- Heinrich Joseph, 4. Fürst (* 1697; † 1783) ⚭ Maria Dominika Prinzessin von Liechtenstein (* 1698; † 1724) ⚭ Maria Franziska Trautson (* 1708; † 1761)
  - I) Karl Joseph Anton, 5. Fürst (* 1720; † 1800)[8] ⚭ Maria Josepha Prinzessin von Trautson (* 1724; † 1792)
    - Maria Franziska (* 1745; † 1818) ⚭ Franz Karl Graf von Daun, Fürst von Teano (* 1746; † 1771)
    - Maria Josefa  (* 1746; † 1756)
    - Heinrich  (* 1748; † 1750)
    - Wilhelm, 6. Fürst (* 1749; † 1822) ⚭ Leopoldine Franziska Gräfin von Waldstein zu Wartenberg (* 1761; † 1846)
      - Maria Josepha (* 1777; † 1811)
      - Henriette (* 1778; † 1787)
      - Maria Sophie Regine (* 1780; † 1865) ⚭ Josef Graf Chotek von Chotkow und Wognin (* 1776; † 1809)
      - Karl Wilhelm, 7. Fürst (* 1782; † 1827) ⚭ Aglae Prinzessin zu Windisch-Graetz (* 1788; † 1805); ⚭ Friederike Freiin von Lenthe (* 1791; † 1860)
        - II) Aglae (* 1812; † 1899) ⚭ Christian Freiherr Kotz von Dobr (* 1806; † 1883)
        - II) Wilhelmine (* 1813; † 1886) ⚭ Hermann Reichsgraf von Nostitz-Rieneck (* 1812; † 1895)
        - II) Karl Wilhelm, 8. Fürst (* 1814; † 1890) ⚭ Ernestine Prinzessin Festetics (* 1831; † 1901)
        - II) Alexander (* 1818; † 1866) ⚭ Sarolta Szápáry de Muraszombat und Széchysziget (* 1831; † 1873)
          - Anna (* 1852; † 1915) ⚭ Rhaban Joseph Graf von Westphalen zu Fürstenberg (* 1848; † 1887)
          - Wilhelm (* 1854; † 1876 im Duell mit Leopold Kolowrat-Krakowsky)
          - Friederike (* 1858; † 1871)

        - II) Leopoldine (* 1820; † 1821)
        - II) Adolf (* 1821; † 1885) ⚭ Aloysia Freiin von Mladota von Solopisk (* 1820; † 1849)
          - Karl von Auersperg, 9. Fürst (* 1859; † 1927) ⚭ Eleonore Maria Gräfin von Breunner-Enkevoirth (* 1864; † 1920)
            - Adolf Karl (* 1886; † 1923) ⚭ Gabrielle Gräfin von Clam-Gallas (* 1890; † 1979)
              - Karl Adolf, 10. Fürst (* 1915; † 2006) ⚭ Theresia Gräfin Batthyány von Nemet-Ujvar (* 1914; † 1959); ⚭ Feodora Gräfin von Solms-Baruth (* 1920; † 2006)
                - I) Adolf Karl, 11. Fürst (* 1937) ⚭ Maria de Las Mercedes Tournier (* 1941)
                  - Carl Adolf ⚭ Annabella Lina Chimaylov
                    - Margarita

                  - Alexander ⚭ Maria Graciela Leyba
                    - Maria Ximena
                    - Maria Magdalena
                    - Alejandro Maria ⚭ Soledad Decombe Machao[9]

                  - Margarita ⚭ Victor Alvarez
                  - Mercedes ⚭ Ricardo Ercoli
                  - Andreas ⚭ Maria Serena Pintos Pizzichillo
                    - Francisco

                - I) Ferdinand (* 1939) ⚭ Liliana Faget-Llovet
                  - Maria Fernanda
                  - Johanna
                  - Ferdinand
                  - Isabel
                  - Caroline

                - I) Gabrielle (* 1941) ⚭ José Enrique Faget-Llovet
                - I) Johanna (* 1942) ⚭ German Mailhos (* 1933; † 2005)
                - II) Karoline (* 1962) ⚭ Christoph Preiser (* 1959)

              - Agathe (* 1916; † 1983) ⚭ Johann Georg von Radey (* 1908; † 1944)
              - Maria (* 1917; † 2010) ⚭ Engelbert Kainz (* 1905; † 1993)
              - Eleonore (* 1919; † 1983) ⚭ Wolfgang Graf von Stillfried-Mettich (* 1905; † 1983)
              - Christiane (* 1920; † 2008) ⚭ Anton Széchenyi von Sarvar-Felsövidék
              - Franz (* 1923; † 2004) ⚭ Theodora zur Lippe-Weißenfeld (* 1924)
                - Egmont ⚭ Maria Beatrice Lucchesi Palli
                  - Teresa
                  - Valerie
                  - Georg
                  - Bernadette

                - Andreas ⚭ Julia Griffith
                  - Lukas
                  - Stephanie
                  - Katharina
                  - Nicola

                - Christiane ⚭ Alexander Friedrich von Tinti
                - Aglae ⚭ Robert Ratzenböck
                - Philipp ⚭ Henriette von Kielmansegg
                  - Ferdinand
                  - Leopold
                  - Camilla

            - Agathe (* 1888; † 1973) ⚭ Alexander Fürst von Schönburg-Hartenstein (* 1888; † 1956)
            - Johanna (* 1890; † 1967) ⚭ Rudolf Graf von Meran (* 1872; † 1959)
            - Eleonore (* 1892; † 1967) ⚭ Erwin Wallner (* 1879; † 1945)
            - Karl von Auersperg-Breunner (* 1895; † 1980) ⚭ 1927 Maria Henriette Gräfin von Meran (* 1904; † 2000)
              - Karl Franz von Auersperg-Breunner (* 1930; † 2024) ⚭ Friederike von Starhemberg
                - Alexander Auersperg-Breunner ⚭ Elisabeth Anna Flick (* 1974)
                  - (5 Kinder)

              - Heinrich von Auersperg-Breunner (* 1931) ⚭ 1959 Elisabeth Mathilde Erzherzogin von Österreich (* 1935; † 1998)
                - Maximilian von Auersperg-Breunner (* 1964; † 1990)

          - Johanna (* 1860; † 1922) ⚭ Alain Fürst von Rohan (* 1853; † 1914)
          - Ernestine (* 1862; † 1935)
          - Aglae (* 1868; † 1919) ⚭ Ferdinand Graf Kinsky von Wchinitz und Tettau (* 1866; † 1916)
          - Franz (* 1869; † 1918) ⚭ Florence Hazard (* 1882; † 1960)

      - Karl (* 1783; † 1847) ⚭ Augusta Freiin von Lenthe (* 1790; † 1873)
        - Sophie (* 1811; † 1901) ⚭ Ernest Prince d'Arenberg (* 1777; † 1857)
        - Aloysia (* 1812; † 1891) ⚭ Adam Fürst von Starhemberg (* 1785; † 1860)
        - Roman Karl (* 1813; † 1869)[10]
        - Henriette (* 1815; † 1901) ⚭ Ludwig Fürst zu Hohenlohe-Bartenstein und Jagstberg (* 1802; † 1850)
        - Friederike (* 1820; † 1902)
        - Ernestine (* 1822; † 1908)
        - Marie (* 1827; † 1888)

      - Maria Theresia (* 1784; † 1819)
      - Vincenz (* 1790; † 1812) ⚭ Marie Prinzessin von Lobkowicz (* 1793; † 1863)
        - Vincenz Karl (* 1812; † 1867) ⚭ Wilhelmine Gräfin von Colloredo-Mannsfeld (* 1826; † 1898)
          - Karl (* 1851; † 1853)
          - Gabriele (* 1855; † 1933) ⚭ Alfred Fürst zu Windisch-Graetz (* 1851; † 1927)
          - Franz Joseph (* 1856; † 1938) ⚭ Wilhelmine Gräfin Kinsky von Wchinitz und Tettau (* 1857; † 1909)
            - Christinae (* 1878; † 1945) ⚭ Klemens Prinz von Croÿ (* 1873; † 1926)
            - Marie (* 1880; † 1960) ⚭ Karl Graf von und zu Trauttmansdorff-Weinsberg (* 1872; † 1951)
            - Vincenz (* 1880; † 1919)
            - Charlotte (* 1885; † 1907)
            - Ferdinand (* 1887; † 1942)

          - Engelbert (* 1859; † 1942) ⚭ Gabriele Prinzessin zu Hohenlohe-Langenburg (* 1862; † 1948)
            - Wilhelmine (* 1884; † 1919) ⚭ Joseph Graf von Arco-Zinneberg (* 1881; † 1924)
            - Herwart (* 1885; † 1918)
            - Ludwig (* 1887; † 1915)
            - Karl (* 1892; † 1944) ⚭ Klementine Gräfin Mikes de Zabola (* 1897; † 1984)
              - Wolf (* 1919; † 1942)
              - Wilhelmine
              - Margarethe

          - Eduard (* 1863; † 1956)[11] ⚭ Maria Theresia Prinzessin von Schönburg-Hartenstein (* 1861; † 1945)
            - Karoline (* 1886; † 1960)[12]
            - Franz (* 1887; † 1953) ⚭ Hedwig Prinzessin von Lobkowicz (* 1894; † 1966)[13]
              - Eduard (* 1917; † 2002)[14] ⚭ Isabelle d'Aspremont-Lynden (* 1923; † 2001)[15]
                - Franz Josef (* 1954) ⚭ Maria Constanza Erzherzogin von Österreich (* 1957)
                  - Anna Marie (* 1997)
                  - Alexandra (* 1998)
                  - Ladislaya (* 1999)
                  - Eleonora (* 2002)

                - Gobert (* 1956) ⚭ Ladislaja Gräfin Hoyos (* 1957)
                  - Johannes Nepomuk (* 1985) ⚭  Maria-Fátima Gräfin Czernin von und zu Chudenitz (* 1992)

              - Georg (* 1922; † 2011)[16] ⚭ Eliane du Chastel de la Howarderie (* 1927; † 2016)[17]
                - Zdenka (* 1956; † 2009) ⚭ Ferdinand Graf von Orsini-Rosenberg (* 1953)

            - Eduard (* 1893; † 1948)[18] ⚭ Sophie Gräfin von Clam-Gallas (* 1900; † 1980)[19]
              - Marie-Sophie (* 1922; † 2015) ⚭ Hubert Freiherr von Doblhoff-Dier (* 1926)
              - Herwald Franz (* 1926) ⚭ Maria Takach de Duka (* 1930; † 2021)[20]
                - Herwald Eduard (* 1952)

            - Wilhelmine (* 1894; † 1986) ⚭ Franz Graf von Meran (* 1891; † 1983)
            - Alois (* 1897; † 1984)[21] ⚭ Henriette Larisch von Moennich (* 1903; † 1994)[22]
              - Henriette (* 1933) ⚭ Arndt von Bohlen und Halbach (* 1938; † 1986)
              - Alfred (* 1936; † 1992) ⚭ Martha Sharp Crawford (* 1932; † 2008) ⚭ Hannelore Auer (* 1942; † 2023) ⚭ Beatrice Kyd von Rebenburg (* 1950)
                - I) Annie-Laurie (* 1958) ⚭ Franz Kneissel (* 1956)
                - I) Alexander-Georg (* 1959) ⚭ Nancy Louise Weinberg (* 1959)
                  - Anna Sharp (* 1995)
                  - Alfred (* 2000)

                - III) Cecile (* 1980)

              - Luitpold (* 1937; † 1985) ⚭ Lilian Susy Feltes (* 1938; † 1986)
                - Andreas (* 1962) ⚭ Marlene Beatrix Ruiz
                  - Stephanie (* 1988)
                  - Christopher (* 1990)

            - Alfred (* 1899; † 1964) ⚭ Martha Matz Gräfin von Spiegelfeld (* 1889; † 1970) ⚭ Ingeborg von Hardt (* 1913; † 1996)

          - Christinae (* 1866; † 1962) ⚭ Hugo Prinz zu Windisch-Graetz (* 1854; † 1920)

    - Karl (* 1750; † 1822)
    - Maria Franziska de Paula (* 1752; † 1791)
    - Maria Christina (* 1754; † 1791)
    - Joseph (* 1756; † 1758)
    - Johann (* 1758; † 1759)
    - Anton (* 1759; † 1767)
    - Maria Aloysia (* 1762; † 1825)
    - Vicenz (* 1763; † 1833) ⚭ 1805 Maria Aloisia Gräfin von Clam und Gallas (* 1774; † 1831)
      - Vinzenz Christian (* 1813; † 1880)
      - Mathilde (* 1806; † 1810)
      - Aloisia (* 1807; † 1810)
      - Karoline Johanna Marie (* 1809; † 1900) ⚭ 1836 Landgraf Johann zu Fürstenberg (* 1802; † 1879)
      - Mathilde (* 1811; † 1888)

    - Maria Elisabeth (* 1758; † 1758)

  - I) Johann Adam Joseph (* 1721; † 1795) ⚭ Maria Wilhelmina Josepha von Neipperg (* 1738; † 1775)
  - I) Maria Theresia (* 1722; † 1732)
  - II) Maria Antonia (* 1739; † 1816) ⚭ Gundacker Thomas Graf von Wurmbrand-Stuppach (* 1735; † 1791)
  - II) Franz Xaver (* 1749; † 1808) ⚭ Maria Elisabeth von Kaunitz (* 1777; † 1838)
    - Franz Xaver (* 1804; † 1873) ⚭ Maria Theresia von Scheibler (* 1814; † 1879)
      - Helene (* 1836; † 1897) ⚭ Ludwig Anton Benjamin Maria de Rohan-Guéméné (* 1833; † 1891)
      - Eugenie (* 1838; † 1925) ⚭ Gisbert-Egon Prinz von Fürstenberg (* 1836; † 1908)

## Wappen

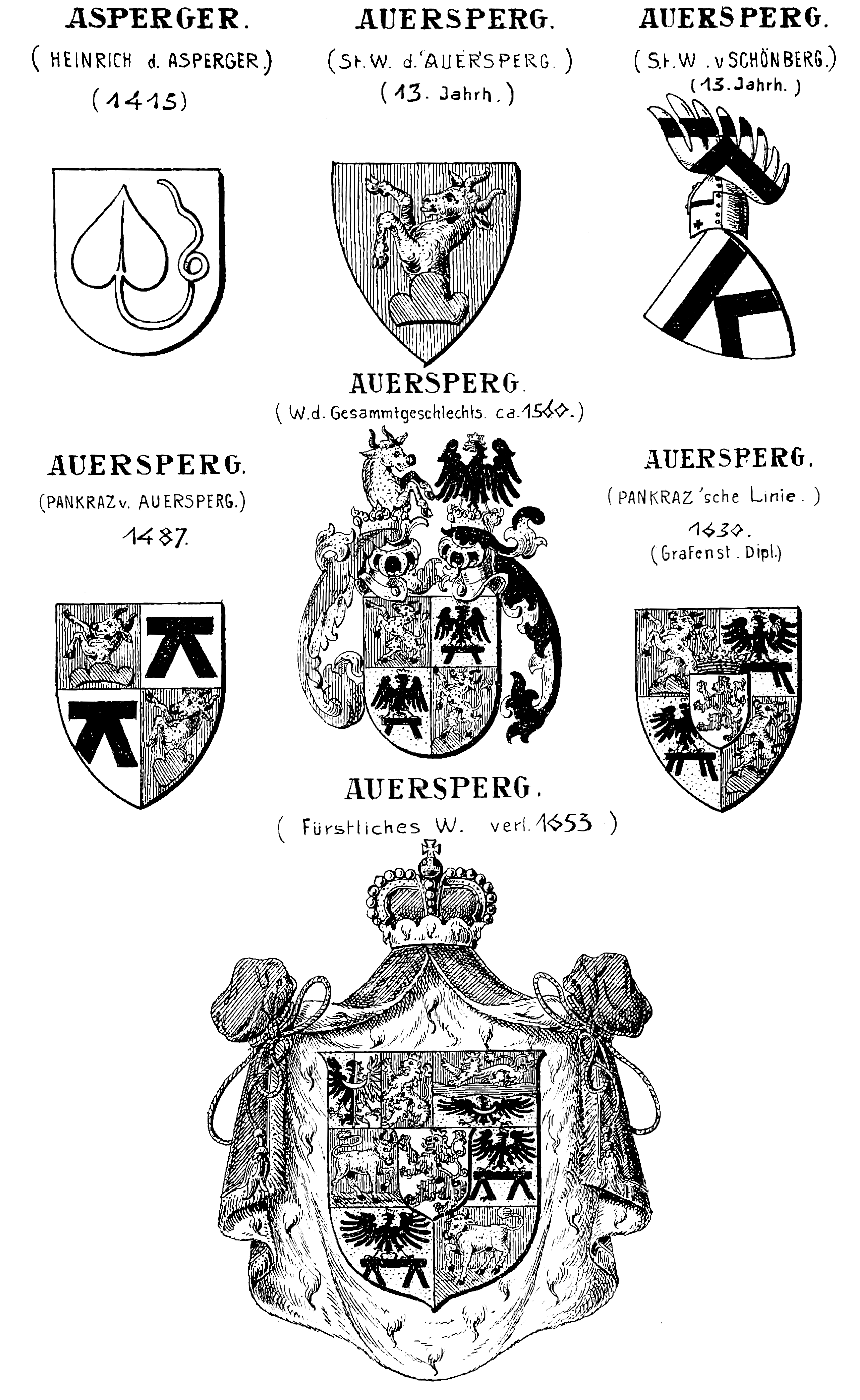
Wappen derer von Auersperg in Siebmacher’s Wappenbuch, 1904

Von den zahlreichen Wappenvarianten werden an dieser Stelle nur die gebräuchlichsten aufgeführt.

### Stammwappen
Blasonierung: Im roten Schild ein aus einem grünen Dreiberg wachsender goldener Auerochse (später ein schreitender Auerochse mit silbernem Gehörn). Auf dem Helm mit rot-goldenen Decken der Auerochse wachsend.

### Gräfliches Wappen

#### Pankrazischen Linie (1630)
Blasonierung: Gevierter Schild mit Herzstelle. Auf der Herzstelle im silbernen Schild ein goldgekrönter roter Löwe (Gottschee). In den Feldern 1 und 4 in Rot ein auf grünem Boden einwärtsschreitender goldener Stier (Auersochs) mit goldenem Nasenring, in den Feldern 2 und 3 in Gold ein einwärtssehender, goldgekrönter schwarzer Adler mit goldenen Fängen auf silberner Bank stehend (Schönberg). Auf dem Schild drei gekrönte Spangenhelme mit Decken und Helmzier. Mitte: schwarzweiße Decken mit goldgekröntem Doppeladler auf der Bank; rechts: rotgoldene Decken mit Stier wachsend; links: rotsilberne Decken mit Löwe wachsend.

#### Volkhardische Linie (1673)
Blasonierung: Gevierter Schild mit Herzstelle. Auf der Herzstelle in Gold eine sechsblättrige blaue Rose († Freiherren Sesima v. Austj); in den Feldern 1 und 4 ein auf grünem Dreiberg einwärtsschreitender schwarzbewehrter goldener Stier (Auerochs) mit eisernem Nasenring; in den Feldern 2 und 3 in Gold ein einwärtssehender, goldgekrönter schwarzer Adler mit schwarzen Fängen auf schwarzer Bank stehend (Schönberg). Auf dem Schild drei gekrönte Bügelhelme. Mitte: rotsilberne Decken mit Adler, rechts: rotgoldene Decken mit Stier wachsend; links: schwarzsilberne Decken mit blauer Rose zwischen einem von Silber und Schwarz, und einem von Gold und Rot geteilten Büffelhorn († Freiherren Sesima v. Austj).

### Fürstliches Wappen
Blasonierung: Gespaltener und zweimal geteilter Schild mit Herzstelle: Auf der Herzstelle in Silber ein gekrönter, roter Löwe (Gottschee). Feld 1 gespalten: in von Gold und Silber gespaltenem Feld ein von Schwarz und Rot gespaltener Adler mit einem steigenden, silbernem Halbmond auf der Brust; in Rot ein silberner Löwe. Feld 2 geteilt von Rot und Gold mit geflutetem blauen Balken, in Rot ein schreitender, gekrönter silberner Löwe, in Gold ein schwarzer Adler. Felder 3 und 6 in Rot ein auf grünem Boden einwärts schreitender goldener Auerochse mit Nasenring. Felder 4 und 5 in Gold ein einwärtssehender, goldgekrönter schwarzer Adler mit schwarzen Fängen auf schwarzer Bank stehend (Schönberg). Den Schild umschließt ein purpurner, innen mit Hermelin besetzter Wappenmantel mit Fürstenhut.

Wappen der Grafen von Auersperg
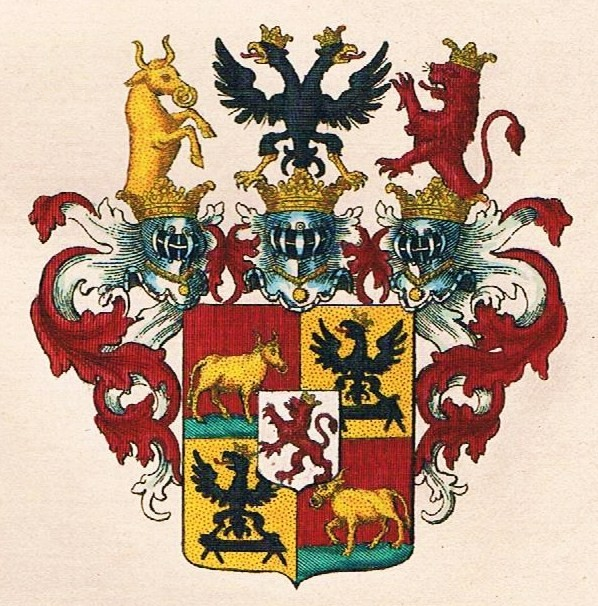
Wappen der Grafen von Auersperg, sämtliche Linien in Krain
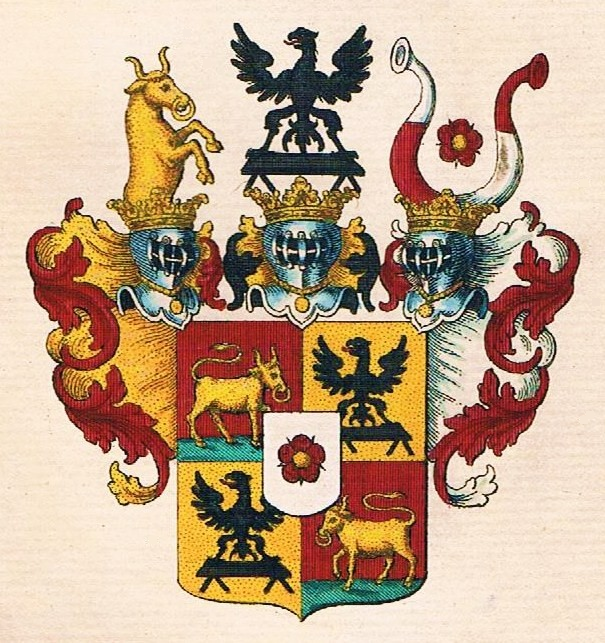
Wappen der Grafen von Auersperg, Linie zu Burgstall und Waasen
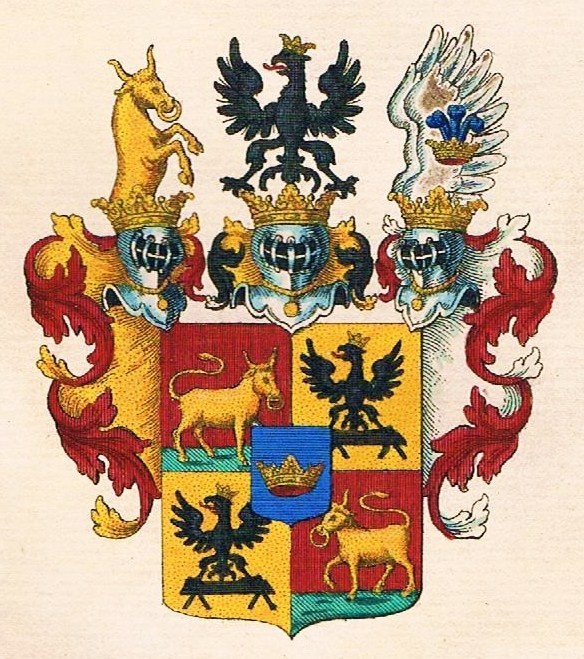
Wappen der Grafen von Auersperg, Linie zu Peillenstein und St. Leonhard am Forst
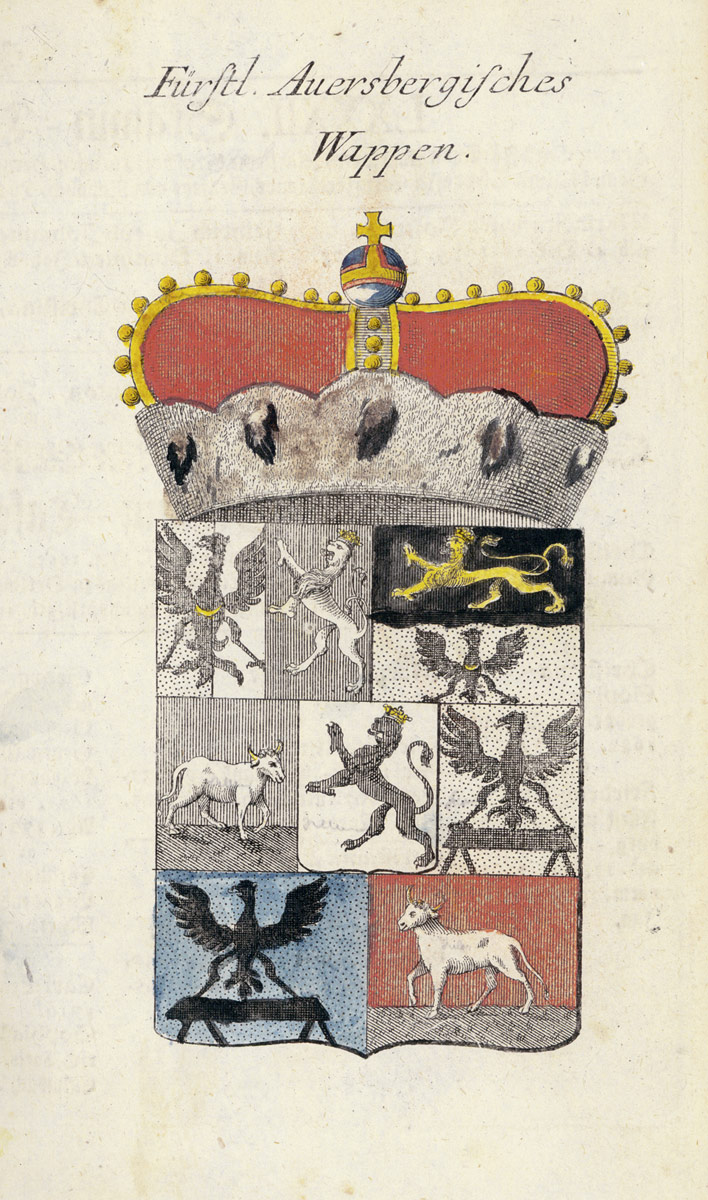
Fürstlich Auerspergisches Wappen im Geschichts-, Geschlechts- und Wappen-Calender für 1737, teilweise koloriert
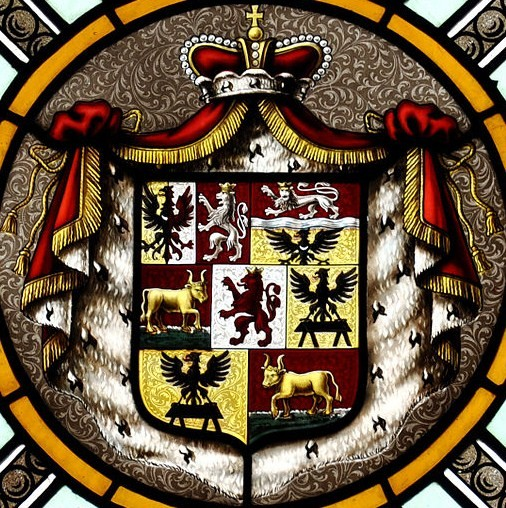
Fürstliches Wappen der Auersperg
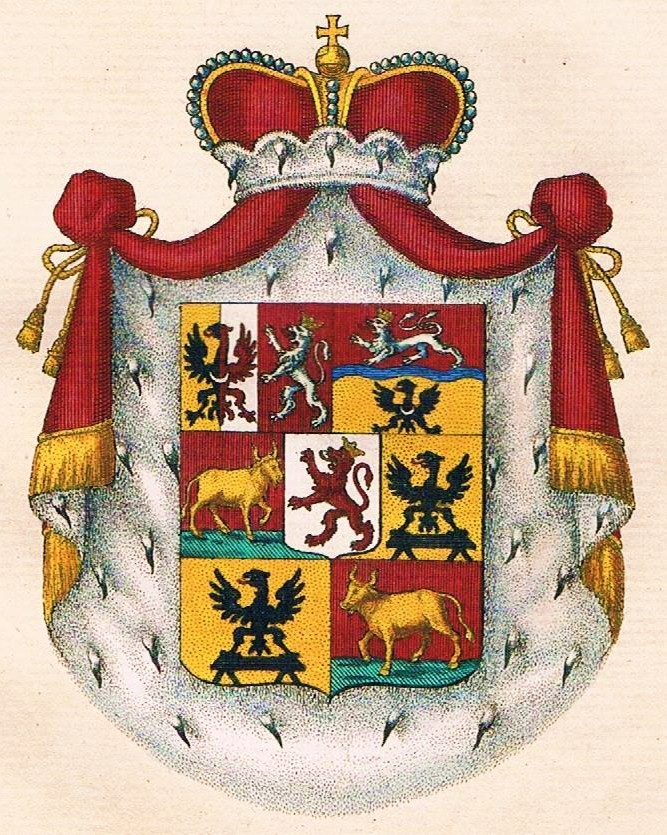
Fürstlich Auerspergisches Wappen im Wappenbuch der Österreichischen Monarchie (1831)

### Lexikalische Werke
- Gustav Adolf Metnitz: Auersperg, von und zu. In: Neue Deutsche Biographie (NDB). Band 1, Duncker & Humblot, Berlin 1953, ISBN 3-428-00182-6, S. 435 f. (Digitalisat).
- Walter Kleindel, Hans Veigl (Bearb.): Das große Buch der Österreicher.
- Slovenski biografski leksikon (Slowenisches biographisches Lexikon), Band 1, Reprint, Nendeln / Liechtenstein 1976.
- Eduard Castle (Hrsg.): Anastasius Grün: Werke. Deutsches Verlagshaus Bong & Co. 5 Bände (einschließlich „Volkslieder in Krain“).
- Gothaischer Hofkalender, fürstliche Häuser. 1766–1942.
- Almanach de Gotha. 1766–1944.
- Gothaisches genealogisches Taschenbuch der gräflichen Häuser. 1826–1942.

### Weitere Literatur zu den Auersperg
- Nikola Andrić: Hrvatske narodne pjesme (Kroatische Volkslieder) V. Zagreb 1909, S. 239 ff.
- Graf von Alexander Anton Auersperg (Anastasius Grün). In: Stefan Hock (Hrsg.): Politische Reden u. Schriften (= Schriften des Literarischen Vereins in Wien). Band V., Verlag des Literarischen Vereins, Carl Fromme, Wien 1906 (archive.org).
- Heinrich Costa: Reiseerinnerungen aus Krain. Laibach 1848, S. 123 ff.
- Alfons Dopsch: Ein Verzeichnis des Besitzes der Herzöge von Kärnten in Krain und der Mark (von 1311), Mitthl. d. Instituts f. österreichische Geschichtskunde, BB II., Innsbruck 1901, S. 461.
- Bogo Grafenauer: Kmečki upori na Slovenskem (Bauernaufstände in Slowenien), Ljubljana 1962, S. 121.
- Josip Gruden: Kosovega „Gradiva“ tretja knjiga (Kos` „Material“ drittes Buch), Cas 5, 1911, S. 416 ff.
- Heinrich Georg Hoff: Hist.- statistisch-topograph. Gemälde vom Herzogtum Krain, II. Laibach 1808, S. 138 ff.
- Gorg Frhr. v. Khisl: Herbardi Auersperg Baronis rerum Domi militiaeque Praeclare gestarum etc. (Biographie des Herwart VIII. Freiherrn v. Auersperg). Laibach 1575; deutsche Übersetzung von Hans Krazenpacher, Laibach 1576.
- Kidrič, Vraz in Grün (Vraz und Anastasius Grün), ČZN (Časopis za zgodovino in narodopisje – Zeitung für Geschichte und Ethnographie), 1910, S. 205–222, 320–321, 355, 368.
- Kidrič, Anastasius Grün in Matevž Ravnikar-Pozenčan (A.G. und Matevž / Matthias Ravnikar), Veda 1911, S. 68–69.
- Vinzenz Fereri Klun: Beiträge zur Topographie und Statistik von Krain, Mittheilungen des historischen Vereins für Krain 10, 1855, S. 27 f.
- Franz Komatar: Das Schloßarchiv in Auersperg, in: MMVK 18 (1905), S. 108–187, 19 (1906), S. 37–58, 99–140, 20 (1907), S. 161–245; in: Carniola NF 1 (1910), S. 20–34, 118–135, 226–243.
- Ivan Komelj: Srednjeveška grajska arhitektura na Dolenjskem, Zbornik za umetnostno zgodovino (Mittelalterliche Burgenarchitektur in Unterkrain – Sammelband für Kunstgeschichte), n. v. 1, 1951, S. 37 ff.
- Franc Kos: Gradivo za zgodovino Slovencev v srednjem veku (Literatur zur Geschichte der Slowenen im Mittelalter), III., Ljubljana 1911, S. XVI f.
- Franc Kos: O najstarešjih Turjačanih (Über die ältesten Auersperg), Carniloa, n. v. 3, 1912, S. 93 f.
- Franc Kos: Gradivo za zgodovino Slovencev v srednjem veku IV., (Material zur Geschichte der Slowenen im Mittelalter), Ljubljana 1920, S. XXXIV, 224, 297, 313, 379.
- Franc Kos: Gradivo za zgodovino Slovencev v srednjem veku V. Ljubljana 1928, S. 164, 202 f.
- Milko Kos: Zgodovina Slovencev od naselitve do petnajstega stoletja (Geschichte der Slowenen von der Besiedlung bis zum 15. Jhrh.), Ljubljana 1955, S. 259 f., 286, 300.
- Grozdana Kozak: Ladislav Benesch, Ljubljana 1963.
- Friedrich Lanjus: Die blühenden Geschlechter des österr. Uradels, in: Jhrb. der Vereinigung kath. Edelleute in Österr. 1931, S. 87–94.
- Lokar: Anastasius Grüns Briefe an Prešeren und Bleiweis, Carniola 1908, S. 197–210.
- Janez Lončar: Bleiweis in njegova doba (Dr. B. und seine Zeit), ZMS (Zbornik slovenske matice – Sammelband slowenischer Fundus), 1909, S. 151, 172, 188
- Božo Otorepec: Iz zgodovine turjaškega gradu (Aus der Geschichte der Burg Auersperg), Kronika 21, 1973 S. 147 ff.
- Stanko Petelin: Prešernova brigada (Die Brigade Prešeren), Nova Gorica 1967 (Knjižnica NOV in POS, 11), S. 90 ff.
- Stanko Petelin: Padec turjaškega gradu, Naša obramba 2 (Fall der Burg Auersperg – Unsere Verteidigung), 1970, St. 8/9, S. 6 ff.
- Kazimir Petrić: Auersperg. In: Der Adel im Hzgt. Krain, 6 Bd., Ljubljana 1970.
- Miha Preinfalk: Auersperg. Geschichte einer europäischen Familie. Graz/Stuttgart 2006.
- Miha Preinfalk: Bizjak, Matjaž: Turjaška knjiga listin I. Listine zasebnih arhivov kranjske grofovske in knežje linije Turjaških (Auerspergov) 1 (1218–1400). Založba ZRC, Ljubljana 2008.
- Prijatelj, Kersnik I., S. 64
- Peter von Radics: Die Auersperge in Krain, Blätter aus Krain 5, 1861, S. 71 f., 74 ff., 78 f., 82 f.,
- Peter von Radics: Herbard VIII. Freiherr zu Auersperg (1528–1575) ein krainischer Held und Staatsmann, Wien 1862.
- Branko Reisp: Turjak (Die Burg Auersperg), Kulturni in naravni spomeniki Slovenije (Kultur- und Naturdenkmäler in Slowenien), Heft 94, Ljubljana 1979.
- Franz Xaver Richter: Die Krainischen Aursperge, in: Archiv für Geographie, Historie, Staats- und Kriegskunst (Wien), 12, 1821, S. 157 ff., 161 ff., 181 ff., 205 ff., 221 ff.
- Franz Xaver Richter: Die Fürsten und Grafen von Aursperge, in: Neues Archiv für Geschichte, Staatenkunde, Literatur und Kunst (Wien) 2 (21), 1830, S. 597 ff., 618 ff., 630 ff., 637 ff., 649 ff., 656 ff., 665 ff., 674 ff., 688 ff., 696 ff., 706 ff., 712 ff., 720 ff., 743 ff., 777 ff., 784 ff., 792 ff., 707 (807 !) ff. 715 (815 !) ff., 821 ff.
- Majda Smole: Graščine na nekdanjem Kranjskem (Herrschaften und Gülten im einstigen Krain), Ljubljana 1982.
- Polona Šega: Turjak skozi čas (Die Burg Auersperg im Laufe der Zeit), Ljubljana 1988, ISBN 86-900991-1-5.
- Johann Ludwig Schönleben: Genealogia illustrissimae familiae principum, comitum et baronum ab Auersperg, Labaci 1681.
- Franz Schumi: Urkunden- und Regestenbuch des Herzogthums Krain, II. Laibach 1884 u. 1887, S. 209 f., 225, 229, 252 f., 292 f.
- Nace Schumi: Arhitektura šestnajstega stoletja na Slovenskem (Architektur des 16. Jahrhunderts in Slowenien), Ljubljana 1966, S. 32.
- France Stele: Gotsko stensko slikarstvo (Gotische Wandmalerei), Ljubljana 1972 (Ars Sloveniae), S. XXIV, CXVI f.
- Rezka Traven: Ljubljana Vič-Rudnik, Vodnik po partizanskih poteh (Auf den Routen der Partisanen, Führer), Ljubljana 1978, S. 67.
- Johann Weichard von Valvasor: Die Ehre des Herzogtums Krain, Dritter Teil, Laybach – Nürnberg 1689, Nachdruck Heppenheim 1971.
- Wendel, Aus drei Kulturen, S. 201–209.
- Johann Baptist Witting: Auersperg. In: J. Siebmacher’s großes Wappenbuch, Band 28, Aus Band IV, 7. Abteilung, Neustadt a. d. Aisch 1979.
- Constantin von Wurzbach: Biographisches Lexikon d. Kaiserthums Österreich, Bd. 1, Wien 1856.
- Marijan Zadnikar: Romanska arhitektura na Slovenskem (Romanische Architektur in Slowenien), Ljubljana 1959, S. 302 ff.
- Martin Zeiller: Auersperg. In: Matthäus Merian (Hrsg.): Topographia Provinciarum Austriacarum. Austria, Styria, Carinthia, Carniolia, Tyrolis … (= Topographia Germaniae. Band 10). 3. Auflage. Matthaeus Merians Erben, Frankfurt am Main 1679, S. 11 (Volltext [Wikisource]).